# Incident de Jisi
Transition des Ming aux Qing
Batailles
Unification des Jürchens - Fushun - Qinghe - Sarhu - Kaiyuan - Tieling - Xicheng  - Shen-Liao - Zhenjiang - She-An - Guangning - Ningyuan - Corée (1627) -  Ning-Jin - Jisi - Dalinghe - Wuqiao - Lüshun - Corée (1636) - Song-Jin - Révoltes paysannes - Pékin - Shanhai
L' Incident de Jisi (己巳之變) est un affrontement entre les Jurchens de la dynastie des Jin postérieurs et les chinois de la dynastie Ming. Il porte ce nom car il a lieu en 1629, une année "Jisi" d'après le Cycle sexagésimal chinois.
Au cours de l'hiver 1629,Huang Taiji contourne les défenses nord-est des Ming en franchissant la Grande Muraille de Chine à l'ouest de la passe de Shanhai et atteint la périphérie de Pékin avant d'être repoussé par des renforts en provenance de la passe de Shanhai. Les Jin postérieurs ont obtenu de grandes quantités de matériel de guerre en pillant la région autour de Pékin. C'est la première fois que les Jurchen franchissent la Grande Muraille et pénètrent dans la Chine historique depuis le début de leur soulèvement contre les Ming .

## Situation avant le début du conflit
Le 7 mai 1618, Nurhachi, le Khan des Jin postérieurs, entre ouvertement en rébellion contre la dynastie Ming, dont il était théoriquement le vassal, en proclamant ses Sept Grandes Causes d'irritation, qui sont autant de raisons de rejeter la tutelle Ming sur la Mandchourie.
Ayant préparé sa révolte de longue date, Nurhachi enchaîne les victoires contre les troupes chinoises et vainc les troupes des Ming lors des batailles de Fushun, Qinghe, Sarhu, Kaiyuan et Tieling. Après avoir mis au pas le clan Yihe, ses derniers rivaux au sein du peuple Jürchen, en s'emparant de Xicheng, leur capitale, il parachève sa conquête du Liaodong en s'emparant de nombreuses villes et en détruisant plusieurs armées Ming lors de la Bataille de Shen-Liao. Après sa victoire, il transfère sa capitale à Liaoyang, l'ancien siège du pouvoir Ming au Liaodong.
Même si, pendant un bref laps de temps, le général Mao Wenlong réussit à s'emparer du Fort Zhenjiang, situé sur les côtes du Liaodong, les Ming n'arrivent pas à véritablement contre-attaquer et reprendre le contrôle des territoires qu'ils ont perdus.
Durant l'automne 1621,une importante rébellion de différentes ethnies non-Han éclate dans les provinces du Sichuan et de Guizhou, ce qui plonge les Ming dans une crise majeure et mobilise une partie non négligeable des ressources militaires de la dynastie au détriment de la défense du nord-est du pays. Le Khan des Jin profite de cet affaiblissement pour s'emparer de la ville de Guangning en 1622 et de la ville portuaire de Lüshun en 1625. Cette série de victoires prend fin en 1626, lorsque le Khan est gravement blessé lors de la défaite des Jin à l'issue de la Bataille de Ningyuan. Il meurt huit mois plus tard. Son fils et successeur, Huang Taiji, tente de le venger mais est vaincu à son tour lors de la Bataille de Ning-Jin. Il passe les années suivantes à réformer et renforcer l'armée des Jin postérieurs

## Déroulement des combats
Au cours de l'hiver 1629, l'armée Jin réussit à traverser la Grande Muraille aux passes de Longjin et Da'an, toutes deux situées à l'ouest de la passe de Shanhai. Les Jin commencent par sécuriser leurs arrières en encerclant la ville de Jizhou, puis ils marchent sur Zunhua, qui tombe facilement avec l'aide des transfuges chinois intégrés aux Huit Bannières. Liu Zhilun, un fonctionnaire toujours fidèle aux Ming, tente de contrer les envahisseurs Jin avec deux unités d'artilleurs, mais ses hommes se mutinent et tous meurent sous une volée de flèches des Jurchens. Zhao Shuaijiao meurt aussi à Zunhua.
Le commandant Man Gui, aux ordres des Ming, se précipite pour intercepter l'armée Jin avec 5 000 hommes, mais ils sont vaincus et repoussés vers la porte Desheng de pékin. Les garnisons de Pékin essayent de soutenir Man Gui avec des tirs de canon, mais ils finissent par toucher ses troupes. Man Gui est contraint de battre en retraite vers Pékin après avoir perdu 40 % de ses troupes. Un autre commandant Ming, Hou Shilu, tente d'intervenir, mais ses forces sont mises en déroute. C'est alors que l'Empereur Chongzhen commence à supplier les hauts fonctionnaires de la capitale d'utiliser leurs fonds personnels et leurs chevaux pour approvisionner l'armée.
Alors que les Jurchens s'apprêtent à attaquer le mur nord de Pékin, Yuan Chonghuan arrive du nord-est avec des renforts et repousse les envahisseurs. Dès lors, il est assigné à la défense de la Porte Guangqu.
Les troupes de Man Gui tentent de fortifier les environs de Pékin en construisant des palissades, mais l'armée Jin passe à l'attaque, écrase les soldats et tue Man Gui. Zu Dashou tente des opérations de fortification similaires, mais il est également vaincu par la cavalerie Jin et forcé de fuir vers l'est. Un autre contingent de forces Ming est vaincu au Pont Marco Polo, tandis que d'autres renforts sont appelés depuis l'ouest, ce qui amplifie le chaos général alors qu'ils se dirigent vers Pékin.
Au début de l'année 1630, les Jin prennent Yongping où ils s'emparent d'un butin d'une valeur totale d'environ 22 000 taels ainsi que de grandes quantités de provisions. Après cette victoire, ils essayent de pousser plus en avant, mais ils sont repoussés par Yuan Chonghuan.
À ce stade de la bataille, Huag Taiji tente de négocier avec l'empereur Chongzhen, mais ses envoyés n'obtiennent aucune réponse. Les Jin se replient sur Shenyang au printemps 1630, en laissant des commandants et des garnisons dans les différents villes dont ils se sont emparés. Malgré la présence de ces troupes, les Ming parvinrent à reprendre les villes en question au milieu du printemps 1630.

## Conséquences
Bien que les Jin n'aient pas réussi à prendre Pékin, ils se sont emparés d'importantes quantités de butin de guerre sous forme de taels, de céréales, de fournitures, d'armes et de prisonniers.
En utilisant des eunuques qui ont été capturés, Huang Taiji lance une campagne de diffamation contre Yuan Chonghuan en l'accusant de collusion avec lui. Croyant ces affirmations, Chongzhen ordonne l'arrestation et l'emprisonnement de Yuan. Ce dernier est ensuite accusé d'avoir fait tirer volontairement ses canons sur les troupes de Man Gui, d'avoir été de connivence avec les Jin et d'avoir exécuté Mao Wenlong sous de fausses accusations. Il est exécuté le 22 septembre 1630.
Dans le même temps, le banditisme prend de plus en plus d'ampleur dans tout le territoire Ming. Hong Chengchou est envoyé par la Cour Impériale pour réprimer les rebelles, mais ses subordonnés, en particulier les frères Cao Wenzhao et Cao Bianjiao, agissent de manière imprudente. Des primes étant promises pour chaque tête de rebelle livrée aux autorités, les soldats massacrent indistinctement des rebelles et des civils pour les décapiter et obtenir des récompenses. À un moment donné, un fonctionnaire amène même des têtes de femmes, prétendant qu'elles sont des bandits. Son stratagème grossier échoue et il perd son poste. Finalement, ces massacres ne règlent aucun problème et on estime qu'en 1631, il y avait environ 200 000 rebelles séparés en 36 groupes.
Parmi ces rebelles, il y en a deux qui vont jouer un rôle majeur dans la chute de la dynastie, au cours des 15 années suivantes. Le premier est Zhang Xianzhong, qui est originaire de Yan'an, Shaanxi. On dit de lui qu'il est fort, courageux, mais aussi poilu et qu'il aime tuer. Dans sa biographie officielle, il est dit que "si un seul jour passait sans qu'il ait tué quelqu'un, alors il était vraiment malheureux". L'historien Kenneth Swope suggère qu'il était peut-être mentalement instable et psychopathe. Lorsque sa famille l'a renié pour s'être battu à plusieurs reprises avec ses pairs, il s'est enrôlé dans l'armée, qui l'a condamné à mort pour infraction à la loi militaire. Un officier du nom de Chen Hongfan l'a épargné parce qu'il était impressionné par sa vaillance. Zhang Xianzhong rejoint alors un groupe de rebelles dirigé par Ma Shouying, qui en fait un quartier-maître et le surnomme le "Tigre jaune". Les difficultés finissent par frapper les rebelles au cours de l'hiver 1631 et Zhang est contraint de se rendre avec Luo Rucai, la première d'une série de redditions, à chaque fois faite par opportunisme.
Le second est Li Zicheng, le deuxième fils de Li Shouzhong, qui est originaire de Mizhi, Shaanxi. Li montre une aptitude pour le tir à l'arc à cheval à un âge précoce, mais est forcé de devenir un berger à l'âge de dix ans car il fait partie d'une famille pauvre. Il devient orphelin lorsque sa mère meurt trois ans plus tard. Li rejoint l'armée à l'âge de 16 ans, mais il la quitte et intègre le service postal en 1626. À un moment, Li devient un hors-la-loi après avoir tué un homme qu'il a trouvé au lit avec sa femme, en revenant d'un long voyage d'affaires. Il est arrêté et emprisonné, jusqu'à ce que son neveu Li Guo le libère, et qu'ensemble ils fuient la région. Ils arrivent au Gansu, ou Li Zicheng s'enrôle de nouveau dans l'armée et devient le commandant d'une escouade de 50 hommes. Après avoir participé à la répression de la rébellion de Gao Yingxiang, Li devient a son tour un rebelle à cause d'accusations de vol de rations.
En 1632 le Shaanxi connaît une famine de grande ampleur, à cause de mauvaises récoltes et de l'impossibilité d'y acheminer de la nourriture en raison des fortes chutes de neige et de la propagation du banditisme au Sichuan, au Shandong et au Shanxi.